# Герб Перова
Герб внутригородского муниципального образования Перо́во в Восточном административном округе города Москвы Российской Федерации.
Проект герба разработан О. В. Рыбаулиной, учителем изобразительного искусства и черчения ГБОУ «Центр образования № 1637».
Герб утверждён 10 июля 1997 года распоряжением префекта № 1001-в-рп и является официальным символом муниципального образования Перово.

## Описание
В зелёном щите московской формы перекрещенные золотой рожок и серебряное перо. Под щитом на золотой ленте надпись зелёными буквами Перово.

## Объяснение символики герба
Серебряное перо символизирует название муниципального образования, произошедшее от имени села (а затем — и подмосковного города) Перово. По легенде, достоверность которой подтверждается именем ещё одной деревни, располагавшейся на территории муниципального образования — Тетеревники, название «Перово» произошло от некогда проводившейся в этих местах охоты на боровую дичь. Символом охоты выступает золотой рожок. Зелёное поле символизирует густые леса, некогда покрывавшие местность.